# Night of the Stormrider
Albums de Iced Earth
Iced Earth
(1990) Burnt Offerings
(1995)
Night of the Stormrider est le deuxième album de Iced Earth. Il est sorti en 1992.

## Liste des titres
1. Angels Holocaust
2. Stormrider
3. The Path I Choose
4. Before The Vision
5. Mystical End
6. Desert Rain
7. Pure Evil
8. Reaching The End
9. Travel In Stygian